# Ascorhynchus minutus
Ascorhynchus minutus is een zeespin uit de familie Ascorhynchidae. De soort behoort tot het geslacht Ascorhynchus. Ascorhynchus minutus werd in 1881 voor het eerst wetenschappelijk beschreven door Hoek. 